# Strange Justice (1999)
Strange Justice is een Amerikaanse televisiefilm uit 1999, geregisseerd door Ernest Dickerson en geproduceerd door Jacob Epstein en Steven Haft. De hoofdrollen worden vertolkt door Delroy Lindo, Kenneth Duberstein en Regina Taylor.

## Verhaal
Het verhaal gaat over de aantrekkelijke Anita Hill die een klacht indient wegens ongewenste intimiteiten. Kenneth Duberstein, de advocaat van de man die zij beschuldigt, probeert met man en macht de zaak naar zijn hand te zetten zodat Hill als de schuldige naar voren komt.

## Rolbezetting
| Acteur              | Personage          |
| ------------------- | ------------------ |
| Delroy Lindo        | Clarence Thomas    |
| Mandy Patinkin      | Kenneth Duberstein |
| Regina Taylor       | Anita Hill         |
| Paul Winfield       | Thurgood Marshall  |
| Louis Gossett jr.   | Vernon Jordan      |
| Stephen Young       | Sen. Danforth      |
| Phillip Shepherd    | Charles Goodman    |
| Mimi Kuzyk          | Marion Gray        |
| Sherry Miller       | Susan Deller Ross  |
| Julie Khaner        | Julie Desavia      |
| Leila Johnson       | Karen Hall         |
| Janet Land          | Ginni Lamp Thomas  |
| Lisa Mende          | Shirley Wiegand    |
| Karen Glave         | Sondra Norris      |
| Barclay Hope        | Tom Daniels        |
| Kathleen Laskey     | Sydney Duberstein  |
| Maxine Guess        | Angela Wright      |
| Richard Blackburn   | John Sununu        |
| Bob Clout           | A. B. Culvahduse   |
| Richard Fitzpatrick | Boyden Gray        |
| Fred Caplan         | Justice Rehnquist  |
| Panou               | Gary Lee           |
| Barry Hirsch        | Mike Gendler       |
| Sandi Stahlbrand    | Jessica Gendler    |
| Philip Akin         | Charles Ogletree   |
| Philip Craig        | George Mitchell    |
| Caroly Larson       | Andrea Sheldon     |
| David Kirby         | Jerry Barrels      |
| Barry Flatman       | Agent Allard       |